# Rini van den Bergh
Rini van den Bergh (Groesbeek, 7 juli 1948) is een voormalig Nederlands voetballer die tijdens zijn profloopbaan uitsluitend voor FC VVV uitkwam.
Van den Bergh maakte in 1969 de overstap van het tweede elftal van De Treffers naar het eerste elftal. Aan het einde van zijn eerste seizoen trok de Groesbeekse banketbakker landelijke aandacht als algeheel topscorer (27 doelpunten) van de Eerste klasse, destijds het hoogste amateurniveau van Nederland. Diverse profclubs toonden belangstelling voor de trefzekere spits, waaronder N.E.C., DOS en Vitesse. Een jaar later maakte de aanvaller alsnog de overstap naar het betaald voetbal en tekende een contract bij FC VVV waar hij de concurrentiestrijd moest aangaan met Wim Verhoeven, een andere nieuweling vanuit de amateurs die topscorer was geworden bij tweedeklasser Volharding. Op 15 augustus 1971 maakte Van den Bergh zijn competitiedebuut namens FC VVV in een thuiswedstrijd tegen Fortuna Vlaardingen (1-2), als invaller voor Jos Simons. Op 11 oktober 1971 scoorde hij tijdens een thuiswedstrijd tegen Helmond Sport (4-0) de openingstreffer. Het was zijn eerste en tevens ook laatste profgoal. Verhoeven kreeg de voorkeur van trainer Josef Gesell en Van den Bergh moest genoegen nemen met hoofdzakelijk invalbeurten. Na een seizoen bij de Venlose tweededivisionist keerde de Groesbeker alweer terug op het oude nest. Begin 2019 werd hij door De Treffers gehuldigd vanwege zijn 60-jarig lidmaatschap.

## Profstatistieken
| Seizoen         | Club            | Competitie      | Competitie | Competitie | Beker | Beker | Overig | Overig | Totaal | Totaal |
| Seizoen         | Club            | Competitie      | Wed.       | Dlp.       | Wed.  | Dlp.  | Wed.   | Dlp.   | Wed.   | Dlp.   |
| --------------- | --------------- | --------------- | ---------- | ---------- | ----- | ----- | ------ | ------ | ------ | ------ |
| 1971/72         | FC VVV          | Tweede divisie  | 10         | 1          | 0     | 0     | —      | —      | 10     | 1      |
| Carrière totaal | Carrière totaal | Carrière totaal | 10         | 1          | 0     | 0     | 0      | 0      | 10     | 1      |